# Logiska kvadraten

Den logiska kvadraten. I figuren är de svarta områdena i Venndiagrammen tomma.

Den logiska kvadraten, även kallad oppositionskvadraten, härrör från den aristoteliska logiken och åskådliggör på ett remarkabelt sätt, ett flertal samband mellan de fyra kategoriska påståenden, som i denna betecknas med bokstäverna A, E, I och O.
En kategorisk utsaga, eller enkel sats, förbinder med ordet "är" två begrepp, subjektsbegreppet S, och predikatsbegreppet P.
Formellt uttrycks de kategoriska satserna enligt följande:
A: Alla S är P. Universellt jakande.
E: Inga S är P. Universellt nekande.
I: Några S är P. Partikulärt jakande.
O: Några S är inte P. Partikulärt nekande.
Exempel.
A: Alla svanar är vackra.
E: Inga svanar är vackra.
I: Några svanar är vackra.
O: Några svanar är inte vackra.
A och O samt E och I är kontradiktoriska. Båda kan inte vara sanna och ej heller båda falska.
A och E är konträra. Båda kan inte vara sanna, men båda vara falska.
I och O är subkonträra. Båda kan vara sanna, men båda inte vara falska.
A och I respektive E och O kallas subalternata satser.